# 최인영 (야구 선수)
최인영(崔仁永, 1989년 7월 29일 ~ )은 전 KBO 리그 LG 트윈스의 선수이다.

## 출신학교
- 석촌초등학교
- 영동중학교
- 강릉고등학교
- 영동대학교

## 참조
1. ↑  한국야구위원회, 2012 가이드북